# Брутто
Брýтто — 1) валовий дохід без вирахування витрат; 2) маса товару з упаковкою.
Валовий (англ. gross; нім. Brutto) — не розділений на складові частини, загальний. Наприклад, валовий видобуток, валова виїмка (виймання), валовий прибуток, валова продукція, валовий внутрішній продукт (ВВП), валовий дохід, валовий національний продукт тощо.
Приклади:
- Валова продукція — частина валового продукту, одержаного на підприємстві або галузі промисловості за певний період (частіше всього — за рік), виражена в гуртових цінах.
- Валовий внутрішній продукт (ВВП) — показник статистики національного доходу, що виражає сукупну вартість кінцевих товарів та послуг, які виготовлені (одержані) в країні, в ринкових цінах. ВВП — це сукупність предметів та послуг, які використовують протягом року на споживання і накопичення.
- Валовий національний продукт (ВНП) — показник статистики національного доходу, що виражає сукупну вартість товарів та послуг в ринкових цінах. На відміну від ВВП включає суму чистих доходів з-за кордону.
- Валовий прибуток — частина валового доходу підприємства, яка залишається в нього після вирахування всіх витрат.
- Валова цінність руди — цінність руди, яка обчислюється на основі гуртових цін за сумою всіх корисних компонентів, які можуть бути використані у господарстві.